# Élőhalott
Az élőhalott (más változatban élőholt) szó gyűjtőnév azokra a mitikus lényekre, amelyek valaha elevenek voltak a szokásos értelemben, meghaltak, ezt követően azonban tovább léteznek az élők világában, az élők életére hatnak, velük valamilyen kapcsolatba is léphetnek. Az élőholtak alakjai, bár különböző vonásokkal, de a legtöbb kultúrában megtalálhatók, és jelen vannak számos irodalmi alkotásban is, különös tekintettel a fantasy és a horror műfajokra.

## Etimológia
A név szóösszetétel az „élő” és „halott” szavakból. Ennek a szóösszetételnek több jelentése van. Széles körben használták azon személyek elnevezésére, akiknek az élete valamilyen külső vagy belső okból jelentéktelenné vált:
Vazúl élőhalottan megvakítva Péter rettentő börtönében...
A kifejezés másik jelentését főleg az idegen nyelvű történetek fordításának igénye terjesztette el: e tekintetben a magyar „élőhalott” az angol „living dead” és a francia „mort-vivant” tükörfordítása.

## Típusai

### Anyagi
Azok az élőholtak, amelyek továbbra is rendelkeznek a testükkel.
- Zombik a vudu hagyományban
- Vámpírok
- Reanimált csontvázak
- Inferusok - Harry Potter-univerzum

### Szellemi
Testetlen lelkek.
- kísértetek, amelyek számos kultúrában ismeretesek – szinte minden test nélküli élőhalott valójában valamiféle kísértet
- a kopogószellemek Németországban
- Demilichek (az erősebb lichek anyagtalanok lesznek)
- Fantomok